# أجهزة قديمة

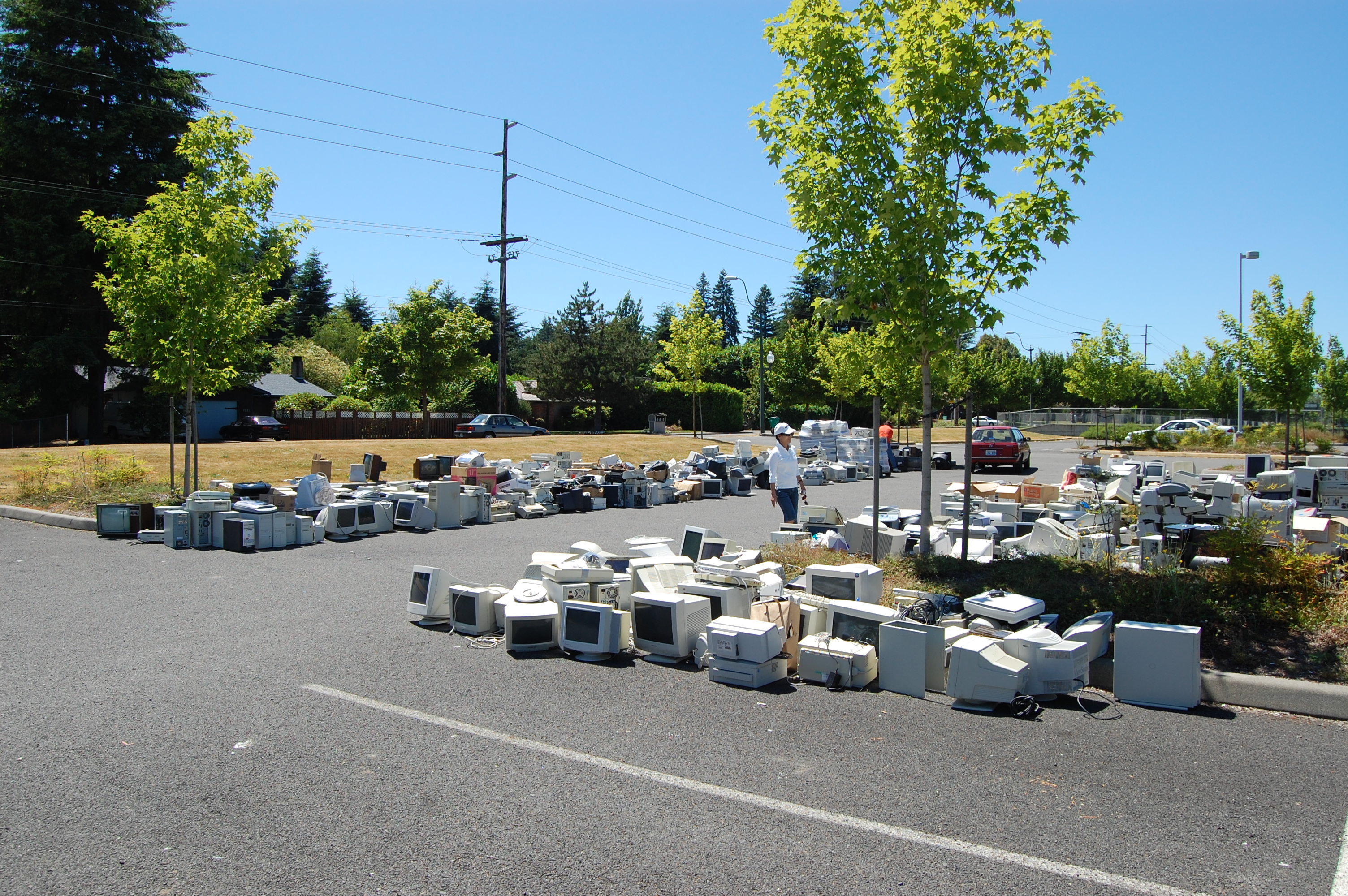
مناسبة تجميع أجهزة كمبيوتر ليتم إعادة تدويرها في أولمبيا، واشنطن, بالولايات المتحدة.

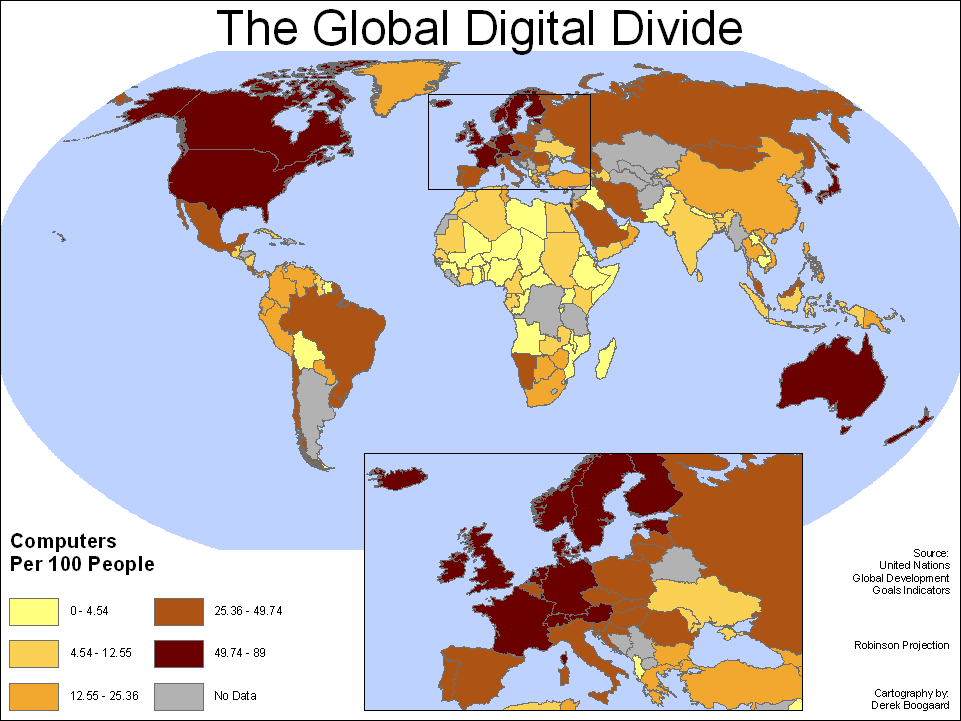
خريطة تمثل الفجوة الإلكترونية في العالم.

الأجهزة القديمة في أمريكا الشمالية أو الأجهزة المجددََة كليًا في المملكة المتحدة وأيرلندا هي أجهزة الحاسوب التي تم تجميعها من الأجهزة القديمة، بحيث يتم استخدام أجزاء نظيفة ومفحوصة من أجهزة الحاسوب, ليستعملها الأشخاص المحرومون بهدف سد الفجوة الإلكترونية.
تختلف الأجهزة القديمة، من حيث أهدافها الاجتماعية، عن حب اقتناء واستعمال الحواسيب القديمة التي لها أهداف ثقافية وترفيهية فقط.

## توضيح
قد يقصد بالأجهزة القديمة أيضًا البرمجيات منخفضة الجودة.
- البرمجيات المحزمة
- قرص مضغوط

## وصلات خارجية
- Obsolete Computer Museum
- Ancient Computer
- (بالإيطالية) Gli amici di HAL
- 1000Bit